# Maurice Crozet
Maurice Crozet est un artiste peintre né le 26 juillet 1896 à Paris, où il est mort le 28 février 1978. Il fut aussi designer et affichiste de style Art Déco.

## Biographie
Maurice Crozet effectue ses études secondaires au collège de Nantua avant d'entrer à l'École des beaux-arts de Genève.
De retour à Paris, c'est dans un souci purement alimentaire qu'il s'oriente vers la création de tissus imprimés et de papiers peints, qu'il élargit rapidement par des projets pour la verrerie, des créations de tapis, de paravents, de décorations d'intérieur ou de vases pour la Manufacture nationale de Sèvres. L'heureuse rencontre qui devient amitié dans ce contexte est celle de Paul Poiret (dont Maurice Crozet peint plusieurs portraits) qui, en une époque où le grand couturier est en contact avec Josef Hoffmann, Gustav Klimt, Bruno Paul, Paul Iribe et Raoul Dufy, offre à notre artiste, avec ses dessins de tentures, de robes, de carrés de soie où dominent les fleurs stylisées, d'être acteur de la création du style Art déco.
Un grand témoignage de ces années est l'ouvrage bibliophilique Pan - Annuaire du luxe à Paris que Paul Poiret fait éditer par la Maison Devambez et où l'on retrouve, parmi les cent-seize illustrateurs, le nom de Maurice Crozet avec ceux de Jean Cocteau, Raoul Dufy, Edy-Legrand ou Tsugouharu Foujita.

## Expositions

### Expositions personnelles
- Galerie Armand Drouant, 1929[4].
- Vente de l'atelier Maurice Crozet, Claude Robert, commissaire-priseur, Hôtel Drouot, Paris, 1er février 1981.

### Expositions collectives
- Salon des indépendants, à partir de 1920[5].
- Salon des Tuileries, à partir de 1920[5].
- Salon d'automne, à partir de 1920[5].
- Exposition internationale des arts décoratifs et industriels modernes, Paris, avril-octobre 1925
- Exposition de France à Athènes, 1928.
- Paul Poiret, Maurice Crozet, Roger Duval, Galerie Théophile Briant, 32, rue de Berri, Paris, janvier 1929[6].
- Dessins de nus, des abstractions de 1930 à 1950 - Jean Bertholle, Roger Chastel, Maurice Crozet, André Derain, Roger-Edgar Gillet, Georges Kars, Nelly Marez-Darley, Jean Signovert..., Galerie Marie-Robin, Paris, mars-avril 2018[7].

## Réception critique
- « De bons dessins, spirituels et fins. » - François Fosca[4]

## Prix et distinctions
- Médaille de bronze, Exposition internationale des arts décoratifs, 1925.
- Médaille d'or, exposition de France à Athènes, 1928.

## Collections publiques

### France
- Mairie des Ancize-Comps, Concarneau, huile sur toile 33x55cm,vers 1955 (dépôt du Centre national des arts plastiques)[8].
- Mairie de Lacroix-Barrez, La zone vue de Saint-Antoine, huile sur toile 63x79cm, 1958 (dépôt du Centre national des arts plastiques)[9].
- Musée des beaux-arts de Marseille, Les oliviers à Cassis, huile sur toile 54x65cm, vers 1937 dépôt du Centre national des arts plastiques)[10].
- Préfecture de Meurthe-et-Moselle, Nancy, Étude d'animaux, dessin 25x36cm, vers 1940 (dépôt du Centre national des arts plastiques)[11].
- Centre régional des œuvres universitaires et scolaires, Académie de Paris, Vue de Saint-Tropez, huile sur toile 73x54cm, vers 1946 (dépôt du Centre national des arts plastiques)[12].
- Lycée Charlemagne, Paris, Poissons, jungle sous-marine, panneau décoratif en quatre parties, vers 1941 (dépôt du Centre national des arts plastiques)[13].
- Musée d'art moderne de la ville de Paris.
- Musée national d'art moderne, Paris.
- Fonds national d'art contemporain, Puteaux :
  - Fez, huile sur papier marouflé sur toile 50x65cm, 1932[14] ;
  - Bords de l'Oise, dessin 24,5x35,7cm, 1959[15].

### États-Unis
- Consulat général de France, New York, Le coq, dessin 33x24cm, 1959 (dépôt du Centre national des arts plastiques)[16].

### Maroc
- Musée du Batha, Fès.
- Musée de Rabat.

## Décorations d'intérieur
- Manufacture de Beauvais, fumoir en tapisserie.
- École de Bessancourt, panneaux décoratifs.